# Georges le Moine
 (janvier 2025).
Si vous disposez d'ouvrages ou d'articles de référence ou si vous connaissez des sites web de qualité traitant du thème abordé ici, merci de compléter l'article en donnant les références utiles à sa vérifiabilité et en les liant à la section « Notes et références ».

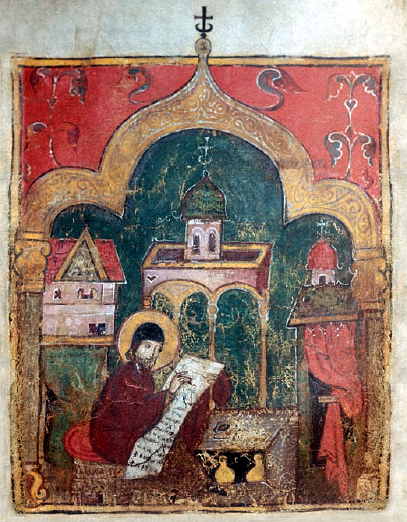
« Georges le Moine au travail », miniature russe du XIVe siècle

Georges le Moine, connu aussi traditionnellement sous le nom de Georges Hamartôlos (Le Pécheur), est un chroniqueur byzantin ayant vécu et écrit sous le règne de l'empereur Michel III (842-867). Le nom traditionnel Georges Hamartôlos, critiqué par le byzantiniste Karl Krumbacher, provient d'une mauvaise interprétation du titre de la chronique: Chronique abrégée (Χρονικὸν σύντομον), tirée de différents chroniqueurs et commentateurs, assemblée et mise en forme par Georges, un moine pécheur (ὑπὸ Γεωργίου ἁμαρτωλοῦ μοναχοῦ); ἁμαρτωλός n'est donc pas un nom propre, mais un simple qualificatif qui est ici une marque d'humilité. C'est Krumbacher qui a proposé de nommer cet auteur, de façon plus appropriée, Georges le Moine. Ce nom présente l'inconvénient de pouvoir s'appliquer à d'autres écrivains ; mais c'est un fait qu'on ne connaît guère de ce chroniqueur que trois choses, qui ressortent de son texte : qu'il s'appelait Georges, qu'il était moine, et qu'il écrivait sous Michel III, qu'il désigne comme l'empereur régnant.

## Œuvre
L'œuvre est une chronique universelle en quatre livres, racontant l'histoire du monde depuis la Création jusqu'en l'an 842, année de la mort de l'empereur Théophile. Le premier livre traite en principe de l'histoire profane d'Adam à Alexandre le Grand, le second de l'histoire sainte de l'Ancien Testament, le troisième de l'histoire romaine de Jules César à Constantin, le quatrième de la période suivante jusqu'en 842. En fait, le récit, entrecoupé de pieuses réflexions et d'excursus théologiques, s'écarte parfois quelque peu de ce plan : le premier livre parle de personnages bibliques, des Brahmanes, des Amazones, etc. ; le second, en principe dédié à l'Ancien Testament, traite aussi de Platon et des autres philosophes grecs.
La partie du récit réellement informative est celle qui traite de la période 813-842, qui est l'époque où vivait l'auteur. Pour tout ce qui précède, il n'ajoute rien, notamment, à la Chronique de Théophane, et le texte n'est intéressant qu'en tant qu'illustration de l'état d'esprit et des réflexions d'un moine byzantin du IXe siècle. Pour l'histoire des règnes de Léon V, Michel II et Théophile, il a l'énorme avantage de nous apporter le témoignage d'un contemporain. Cependant, le récit n'a rien d'impartial, car il est marqué par une violente hostilité aux iconoclastes.
La Chronique de Georges le Moine a connu un énorme succès dans les siècles suivants : à Byzance même, elle fut tellement recopiée, corrigée, réarrangée que l'établissement de son texte original est, selon Krumbacher, « un des problèmes les plus épineux de la philologie byzantine » ; elle se présente d'ailleurs souvent avec des suites datant du Xe ou du XIe siècle, appelées Georgius Continuatus. Elle fut d'autre part traduite en vieux slave dès la fin du IXe siècle, et plus tard en serbo-croate et en russe, et a été une des premières sources d'inspiration de l'historiographie dans le monde slave. On en a également conservé une traduction médiévale en géorgien.

## Édition du texte
- Patrologia Graeca de Migne, vol. 110.
- Georgios Monachos, Chronicon, ed. C. de Boor, 2 vol., Leipzig, Teubner, 1904 (disponible sur Gallica).